# Герман Фрейзір
Герман Рональд Фрейзір (англ. Herman Ronald Frazier; нар. 29 жовтня 1954) — американський легкоатлет, який спеціалізувався в бігу на короткі дистанції.

## Із життєпису
Олімпійський чемпіон в естафеті 4×400 метрів (1976).
Бронзовий олімпійський призер у бігу на 400 метрів (1976)
Переможець Кубка світу в естафеті 4×400 метрів (1979).
Дворазовий чемпіон Панамериканських ігор в естафеті 4×400 метрів (1975, 1979).
Ексрекордсмен світу в естафеті 4×200 метрів.
По завершенні змагальної кар'єри працював менеджером легкоатлетичних команд у низці університетів США, а також в Олімпійському комітеті США.
Випускник Університета штату Аризона (1977).

## Основні міжнародні виступи
| Рік  | Змагання             | Місто    | Місце | Дисципліна | Примітки         |
| ---- | -------------------- | -------- | ----- | ---------- | ---------------- |
| 1975 | Панамериканські ігри | Мехіко   | 1     | 4×400 м    |                  |
| 1976 | Олімпійські ігри     | Монреаль | 3     | 400 м      | Відео на YouTube |
| 1976 | 1                    | 4×400 м  |       |            |                  |
| 1979 | Панамериканські ігри | Сан-Хуан | 1     | 4×400 м    |                  |
| 1979 | Кубок світу          | Монреаль | 1     | 4×400 м    |                  |

## Визнання
- Золота медаль Конгресу (1980)